# Elecciones provinciales de Buenos Aires de 1941
Las elecciones generales de la provincia de Buenos Aires tuvieron lugar el 7 de diciembre de 1941, con el objetivo de elegir al Gobernador y Vicegobernador para el periodo 1942-1946. Se realizaron luego que el presidente Roberto M. Ortiz decretara la intervención federal de la provincia tras aceptar las denuncias de fraude electoral que realizaron los radicales y los socialistas para supuestamente favorecer al candidato del oficialista Partido Demócrata Nacional (PDN), Alberto Barceló, siendo depuesto el gobernador saliente Manuel Fresco y anulados los comicios.
La provincia fue intervenida el día 7 de marzo de 1940, cuando el depuesto gobernador Fresco fue reemplazado por el interventor federal general Luis Ángel Cassinelli. Cassinelli sería reemplazado pocos días después por el jurista, profesor, escritor y diplomático Octavio R. Amadeo, quien aceptó el cargo por petición de Ortiz en el marco de la política de limpieza electoral que estaba llevando a cabo el presidente de la Nación. El 3 de julio del mismo año el presidente Ortiz solicitó licencia por enfermedad y asumió el poder ejecutivo su vicepresidente Ramón S. Castillo, quien reinstaló las prácticas fraudulentas. 
El 1 de febrero de 1941 el interventor federal Octavio R. Amadeo dimitió al cargo. Dos días después asumiría como interventor federal Eleazar Videla quien renunciaría en septiembre de 1941 debido a la postura de Castillo de apoyar el "fraude patriótico" en las elecciones que tendrían lugar en la provincia. El 9 de septiembre de 1941 asumiría Dimas González Gowland, que bajo su tiempo como interventor federal apoyo el fraude electoral que finalmente le daría la victoria a la fórmula integrada por Rodolfo Moreno y Edgardo Míguez.

## Resultados
|  | 58,39 % |

|  | 38,57 % |

|  | 2,77 % |

|  | 0,27 % |

|  | 96,21 % |

|  | 3,79 % |

|  | 65,89 % |

|  | 100 % |